# Sobibór (förintelseläger)

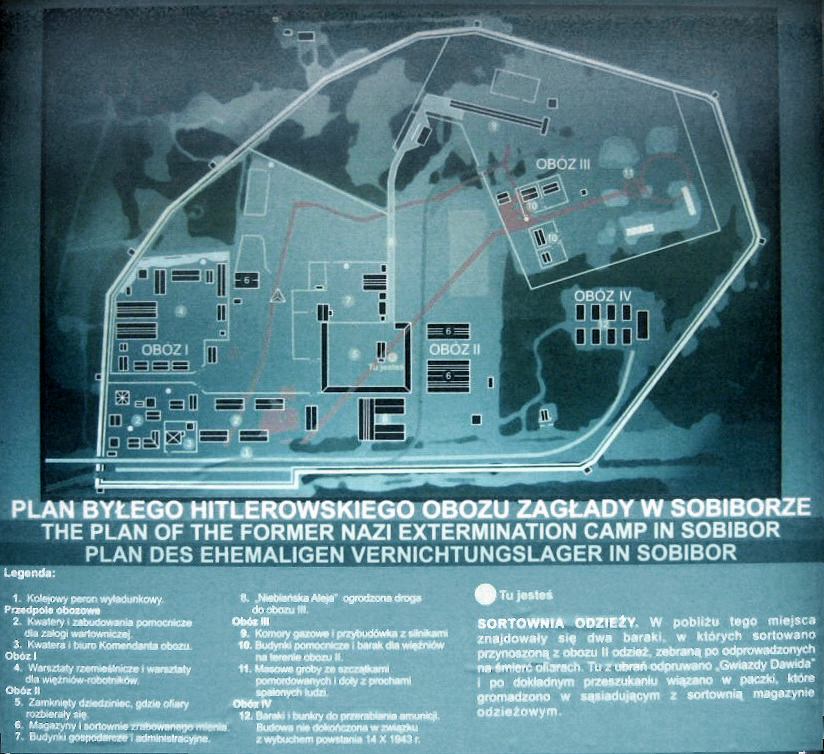
Karta – läger III (oboz III) var området för gaskammare och massgravar.

Sobibór är en by i Lublins vojvodskap i östra Polen. Under andra världskriget var Sobibór platsen för ett av Nazitysklands förintelseläger. Tillsammans med förintelselägren i Bełżec och Treblinka ingick Sobibór i Operation Reinhard, en aktion för förintandet av alla judar i Generalguvernementet. Sobibór var beläget i distriktet Lublin.
Sobibór, som uppfördes under ledning av bland andra SS-Obersturmführer Richard Thomalla, stod klart i mars 1942 och inledde sin verksamhet månaden därpå. Till kommendant utnämndes Franz Stangl. Fram till den 14 oktober 1943, då en revolt i lägret ledde till dess stängning, mördades uppskattningsvis 250 000 människor, de flesta judar. Efter stängningen förstörde tyskarna lägret helt, för att försöka hindra att lägret, och verksamheten där, skulle bli känt. 2014 har arkeologer bland annat funnit grunder till gaskamrar och föremål.
Sobibór ligger nordost om staden Chełm, och anses därför av vissa vara detsamma som lägret Wolzek, som Rudolf Höss nämnde under Nürnbergprocessen.

## Kommendanter
- Franz Stangl (april 1942 – augusti 1942)
- Franz Reichleitner (september 1942 – oktober 1943)
  - vicekommendant Gustav Wagner (september 1942 – oktober 1943)
- (Lager 1) Karl Frenzel (augusti 1942 – oktober 1943)

## Övrig personal
- Heinrich Barbl
- Ernst Bauch, född 30 april 1911, död 4 december 1942 i Berlin, begick självmord[3]
- Erich Bauer
- Rudolf Beckmann
- Kurt Bolender
- Werner Dubois
- Erich Fuchs
- Hubert Gomerski
- Siegfried Graetschus
- Lorenz Hackenholt
- Josef Hirtreiter
- Franz Hödl
- Alfred Ittner
- Robert Jührs
- Heinrich Matthes
- Willi Mentz
- Ernst Stengelin
- Franz Suchomel
- Friedrich "Fritz" Tauscher, född 20 maj 1903, Oberscharführer, begick 1965 självmord i fängelse[4]
- Heinrich Unverhau
- Josef Vallaster
- Gustav Wagner
- Franz Wolf
- Ernst Zierke

## Filmer
År 1987 producerades TV-filmen Flykten från Sobibór om revolten i lägret. Den skildrar hur människorna i lägret gjorde allt för att nå friheten.